# 김덕윤
김덕윤(金德潤, 1982년 4월 21일 ~ )은 전 KBO 리그의 투수이다.